# André Piazza (rugby à XV)
Pour les articles homonymes, voir Piazza.
Pas d'image ? Cliquez ici

a Compétitions nationales et continentales officielles uniquement.

b Matchs officiels uniquement.
André Piazza, né le 1er décembre 1947 à Moissac, est un joueur de rugby à XV international français évoluant au poste d'ailier. Il a effectué sa carrière en club avec l'Union sportive montalbanaise. 

## Carrière de joueur

### En club
- US Montauban

### En équipe nationale
Il a disputé son premier test match le 13 juillet 1968 contre l'équipe de Nouvelle-Zélande, et le dernier contre l'équipe d'Australie, le 17 août 1968. Cette année-là, il participe à une tournée du XV de France en Nouvelle-Zélande et en Australie (2 matchs joués).

## Palmarès
- Championnat de France de première division :
  - Champion (1) : 1967
- Challenge de l'Espérance :
  - Vainqueur (1) : 1967
- Challenge Antoine Béguère :
  - Vainqueur (1) : 1971
  - Finaliste (1) : 1972